# نرکین چارباخ
نرکین چارباخ (به ارمنی: Ներքին Չարբախ) یک روستا در ارمنستان است که در ایروان واقع شده‌است.